# دبیرستان طالقانی
دبیرستان طالقانی یا دبیرستان منصور (به ترکی آذربایجانی: منصور مدرسه‌سی)، نام مدرسه‌ای تاریخی در محدودهٔ مرکزی شهر تبریز، واقع در خیابان امام این شهر بود که در سال ۱۳۲۵ و در زمان حکومت ملی آذربایجان، به رهبری سید جعفر پیشه‌وری ساخته و در مرداد ماه ۱۳۹۱ تخریب شد. این دبیرستان در حال حاضر یکی از مدارس نمونه دولتی ایران است

## تاریخچه
دبیرستان طالقانی یا منصور سابق، از جمله ۲۰۰ دبیرستان شهر تبریز به‌شمار می‌رود که در سال ۱۳۲۵ و از محل ۵ درصد درآمد شهرداری توسط اداره فرهنگ، شهرداری و اوقاف در محل گورستان‌های متروکه تبریز احداث شد. ساخت این تعداد مدرسه در آن زمان بی‌نظیر بود؛ از این رو، آن دوران را می‌توان نقطه عطف آموزش نوین در ایران نام نهاد. به همین دلیل، از این مدرسه، به عنوان «نماد آموزش نوین آذربایجان» و «دارالفنون تبریز» یاد می‌شود.
محل این دبیرستان، در گذشته، گورستان قاسم خان والی بود که به خاطر دفن شدن نخستین شهردار تبریز در آن، به نام وی مشهور شد و سپس به مدرسه تبدیل گشت. در پی حفاری‌های به عمل آمده در محوطهٔ دبیرستان، پیش از تخریب این بنا، بقایایی از استخوان‌های انسان یافت شده بود.
ساختمان این مدرسه، از نظر سبک معماری و مصالح به کار رفته، شباهت فراوانی به کاخ شهرداری تبریز داشت.

## نام‌گذاری
تا پیش از انقلاب ۱۳۵۷، این مدرسه به نام رجبعلی منصور -نخست‌وزیر دوران پهلوی و استاندار پیشین آذربایجان شرقی- «دبیرستان منصور» نامیده می‌شد و پس از انقلاب، به نام آیت‌الله طالقانی، نام‌گذاری گردید. علی‌اکبر ساعدی -برادر غلامحسین ساعدی- دربارهٔ برادرش و دبیرستان منصور چنین می‌گوید:

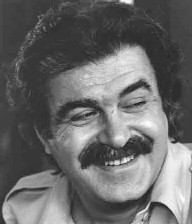
غلامحسین ساعدی؛ از دانش‌آموختگان دبیرستان طالقانی.

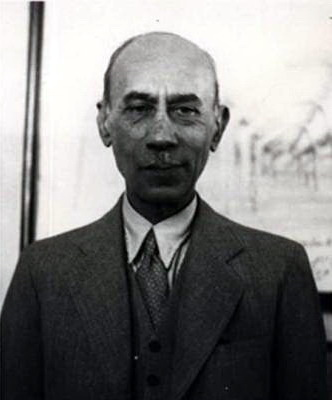
علی منصور، استاندار آذربایجان در دوران پهلوی. دبیرستان منصور به نام وی نام‌گذاری شده‌است.

«غلامحسین ساعدی پس از پایان تحصیلات ابتدایی در دبستان بدر، کوچه غیاث در خرداد ماه سال ۱۳۲۷ گواهینامه ششم ابتدایی گرفت و در مهر ماه همین سال برای ادامه تحصیل وارد دبیرستان منصور شد. دبیرستان منصور، در زمینی بنا شده بود که قبلاً قبرستان بود. به هنگامی که منصور، استاندار آذربایجان شده بود، این دبیرستان سر و سامان گرفت و برای همین، نام منصور را روی دبیرستان ما گذاشته بودند. دبیرستان خیلی خوبی بود. معروف بود. اتوریته داشت و خیلی هم از خانه ما دور نبود.»

## تخریب
همزمان با انتشار اخباری مبنی بر تخریب و نوسازی این دبیرستان به وسیله اداره آموزش و پرورش آذربایجان شرقی (که ریاست آن برعهده فیروز رضایی بود)، این اقدام توسط عده‌ای از مردم تبریز، دوستداران میراث فرهنگی، فرهیختگان و فرهنگیان شهر تبریز، نمایندگان مجلس شورای اسلامی، اعضای شورای اسلامی شهر تبریز، رسانه‌ها و دانش‌آموختگان پیشین این مدرسه، مورد اعتراض قرار گرفت؛ تا جایی که با تشکیل کمپینهای اعتراضی در شبکه‌های اجتماعی، خواستار جلوگیری از تخریب این بنا و حفظ آن شدند.
با افزایش این اعتراضات، تراب محمدی (رئیس سازمان میراث فرهنگی آذربایجان شرقی)، وعدهٔ ثبت ملی شدن این اثر تاریخی را داد؛ پیش از این در تاریخ ۲۴ تیر ۱۳۸۹ (۲ سال پیش از تخریب)، بهروز بهرانی (معاون سازمان میراث فرهنگی) با ارسال نامه‌ای به علی آذرنژاد (مدیر کل سازمان نوسازی مدارس استان) خواستار توقف تخریب مدرسه و آغاز روند ثبت ملی شدن این اثر شده بود.
با وجود اعتراضات و مخالفت‌ها، کار تخریب این بنا توسط سازمان نوسازی مدارس در ۱۱ مرداد ماه آغاز شد. در روز پس از آن، تعدادی از اعضای کانون فرهنگیان بازنشسته آذربایجان شرقی با حضور در محل استانداری آذربایجان شرقی خواستار توقف عملیات تخریب بنای دبیرستان طالقانی شدند. به جای ساختمان قدیمی این دبیرستان، ساختمانی جدید با کاربری آموزشی احداث خواهد شد.

### واکنش‌ها
- علیرضا بیگی، استاندار آذربایجان شرقی در مورد تخریب مدرسه طالقانی گفت: «برخی مراکز و مدارس وجود دارند که جزو آثار تاریخی بوده و حفاظت و نگهداری آن ضروری می‌باشد. برخی دیگر جزو آثار تاریخی نبوده اما ماندگار هستند و سهم و نقش بسزایی در تعلقات مردم نسبت به سرزمین خود دارد و لزوماً در این باره وظیفه ما حفظ آن است. با اینکه دبیرستان طالقانی حتی جزو آثار ماندگار نیز قلمداد نشده‌است، از مسئولین آموزش و پرورش خواسته شده ماندگار بودن دبیرستان را اثبات کنند تا دبیرستان جزو آثار ماندگار قلمداد شود. در صورت ماندگار شدن دبیرستان طالقانی وظیفه متقابلی در حفظ آن ایجاد خواهد شد و در صورت عدم استفاده به لحاظ آموزشی می‌توان استفاده‌های دیگری از آن کرد و به این طریق می‌توانیم بنایی را که در ذهن مردم نقش بسته و ماندگار شده حفظ کنیم.»[۱۶]
- محمد حسین فرهنگی، نماینده مردم تبریز، اسکو و آذرشهر در مجلس شورای اسلامی، با اشاره به وضعیت کنونی مدرسه طالقانی تبریز گفت: «دبیرستان طالقانی تبریز جزو آثار باستانی و میراث گذشتگان محسوب می‌شود. معقول و منطقی است که مسئولین ذی‌ربط چه در حوزه میراث فرهنگی و چه در حوزه آموزش و پرورش به میراث گذشته توجه کنند. بنده خودم سال آخر دبیرستان را در این دبیرستان حضور داشته و به تحصیل پرداخته‌ام.»[۱۷]
- محمد اسماعیل سعیدی، نماینده مردم تبریز، اسکو و آذرشهر در مجلس شورای اسلامی، با انتقاد از موضوع تخریب بنای تاریخی دبیرستان طالقانی در این باره گفته‌است: «تاریخ آئینه عبرت است و نباید آن را نابود کرد. اینکه یک بنای تاریخی به دوره خاصی تعلق دارد و تخریب آن مانعی ندارد، به هیچ وجه قابل قبول نیست و مسئولان باید در این خصوص پاسخگو باشند.»[۱۸][۱۹]
- میرهادی قره سید رومیانی، دیگر نماینده مردم تبریز، اسکو و آذرشهر با انتقاد از تخریب ساختمان تاریخی دبیرستان طالقانی تبریز اظهار داشته‌است: «میراث‌های فرهنگی هویت تاریخی ماست و حفاظت و صیانت از آن‌ها وظیفه تک تک همه ماست. در حال حاضر دو دبیرستان فردوسی و طالقانی جزء دبیرستان‌های تاریخی شهر تبریز هستند که قدمتی بالغ بر ۷۰ سال دارند و یادگار گذشته ماست. به جای تخریب این بنای تاریخی می‌توان با مطالعات لازم این دبیرستان را پس از بازسازی به اولین موزه تاریخ نظام آموزش و پرورش کشور تبدیل کرد.»[۲۰]
- بهروز خاماچی، از اعضای شورای اسلامی شهر تبریز و استاد تاریخ تبریز، آذربایجان و ایران با انتقاد از آغاز تخریب بنای تاریخی دبیرستان طالقانی از سوی سازمان آموزش و پرورش آذربایجان شرقی گفت: «متأسفانه آموزش و پرورش استان با این تخریب دارد معدود بناهای بازمانده از آغاز آموزش نوین در آذربایجان را نابود می‌کند.»[۳]
- رسول درسخوان، سخنگوی شورای اسلامی شهر تبریز در این خصوص اظهار داشت: «موضوع تخریب دبیرستان طالقانی نیز که مورد اعتراض اعضای شورا بود از مسائل مطروحه و مورد بحث در این جلسه بود. با توجه به نیاز آموزش و پرورش به فضاهای آموزشی و نیز بحث مقاوم‌سازی می‌توان کارهای مهمی در مورد بازسازی این مدرسه انجام داد.»[۲۱]
- شهرام دبیری اسکویی، عضو شورای اسلامی شهر تبریز با انتقاد از تخریب بنای تاریخی دبیرستان طالقانی تبریز گفت: «چراغ سبز سازمان میراث فرهنگی استان به آموزش و پرورش برای تخریب بنای تاریخی دبیرستان طالقانی تبریز تعجب‌آور است. میراث فرهنگی باید متولی بناهای تاریخی در شهر باشد؛ چرا که تاریخ هر شهر در بناها و میراث تاریخی آن نهفته‌است. من تعجب می‌کنم در خصوص این بنا چرا میراث فرهنگی سکوت کرده‌است! اعضای شورای اسلامی شهر تبریز با این اقدام به شدت مخالف است و به هر نحو ممکن مانع تخریب آن خواهد شد.»[۲۲] وی همچنین گفت: «شورای اسلامی شهر تبریز هفته گذشته مخالفت خود را با این اقدام احتمالی اعلام کرده بود و این موضوع به اطلاع مسئولان ارشد استان نیز رسیده بود ولی متأسفانه خبرهای رسیده حکایت از بی‌توجهی مسئولان این سازمان به انتقادها و مخالفت‌های مطرح شده دارد. با وجود اینکه آموزش و پروش بر تخریب تأکید دارد ولی باز هم تمام تلاش خود را به کار می‌گیریم را هر چه سریع‌تر مقابل این حرکت تخریبی را بگیریم.»[۲۳]
- یکی از دانش‌آموختگان پیشین این مدرسه با نقل خاطره‌ای، در مورد تخریب آن چنین گفته‌است: «نمی‌دانم این خاطره چه ربطی به نیمکت‌های دبیرستان طالقانی داشت و چه ربطی هم به ماجرای تخریبش. قرار است فیتیله این ساختمان را بکشند پایین. صاحبش هستند و اختیارش را دارند… توی یک فیلم مستند دیدم که وقتی می‌خواستند استادیومی قدیمی را تخریب کنند، مسئولان شهر برای تأمین هزینه ساخت استادیوم جدید، همه چیز استادیوم در حال تخریب را فروختند. از جمله نیمکت‌ها و حتی شیر روشویی‌ها را. پیشنهاد می‌کنم حتی اگر قرار است که این مدرسه تخریب شود. نیمکت‌های این دبیرستان و حتی آن درهای چوبی قدیمی و آن پنجره‌های چوبی که نصفه باز می‌شد و با چیزی شبیه به قلاب نگه داشته می‌شد را حراج کنند. من به عنوان یکی از دانش‌آموزان سابق و تنبل دبیرستان طالقانی حاضرم یکی از آن نیمکت‌ها را بخرم. هم ما یک یادگاری از آن دبیرستان برای فرزندان‌مان نگه می‌داریم، هم پول ساختمان جدید جور می‌شود.»[۱۸]
- خنده بازار[نیازمند منبع]

### دلایل

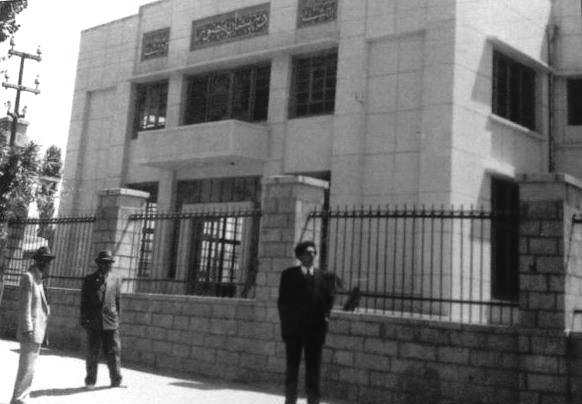
تصویری از دبیرستان منصور در سال ۱۳۳۸.

در هیاهوی تخریب دبیرستان طالقانی، دلیل قاطعی مبنی بر تخریب این مدرسه عنوان نشد ولی مجموعه دلایلی که می‌توان به آن‌ها استناد کرد عبارتند از:

#### فرسودگی
این دلیل که توسط فیروز رضایی و علی آذرنژاد اعلام شد، مورد قبول معترضان قرار نگرفت. چرا که از دید آن‌ها، امکان ترمیم و بازسازی این بنا و تبدیل آن به موزه وجود داشت و میراث فرهنگی نیز برای آن اعلام آمادگی کرده بود.

#### ناهماهنگی
ناهماهنگی زیاد بین شورای شهر، استانداری، آموزش و پرورش، سازمان نوسازی و میراث فرهنگی در تخریب این مدرسه یه طور کامل مشهود است. چرا که حداقل با توجه به نامه فوق حداقل یک سال پیشتر از این موضوع آگاه بود و باید اقدامات محکمتری انجام می‌داد. سازمان آموزش و پرورش نیز حداقل یک سال قبل از طی همین نامه از تصمیم میراث فرهنگی آگاه بود؛ ولی همه چیز به ماه‌های آخر تخریب موکول شد. شورای شهر دو ماه مانده به تخریب وارد عمل شد. استاندار نیز شرط عجیبی را برای بقای این دبیرستان عنوان کرد. سازمان نوسازی نیز اقدام سازمان میراث فرهنگی برای تبدیل مدرسه به موزه را شایعه خواند. همه عوامل دست به دست هم دادند تا این ناهماهنگی باعث تخریب این مدرسه شود.

#### دوره ساخت

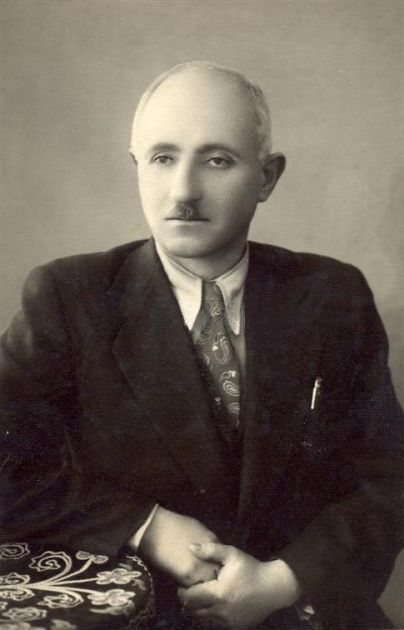
سید جعفر پیشه‌وری، رهبر حکومت خودمختار آذربایجان. دبیرستان منصور در دورهٔ این حکومت ساخته شد.

ساخت این بنا به دوره حکومت ملی آذربایجان، به نخست‌وزیری سید جعفر پیشه‌وری بازمی‌گردد. تراب محمدی در این باره گفته‌است: «این بنا مربوط به دوره پیشه‌وری است که دورانی خیانت بار داشت و انواع خیانت‌ها را به کشور نمود؛ اما این مدرسه نه به واسطه ساخت، توسط این شخص؛ بلکه به علت نداشتن شاخص‌های مورد نظر ثبت ملی نمی‌شود.» این در حالی است که سازمان میراث فرهنگی، در نامه‌ای که تاریخ آن به دو سال پیش از تخریب این بنا مربوط می‌شود، با ذکر این نکته که ساختمان دبیرستان، دارای شرایط معماری جهت ثبت در فهرست آثار ملی است، از سازمان نوسازی مدارس درخواست حفظ و بازسازی مدرسه را کرده بود.

## پس از تخریب

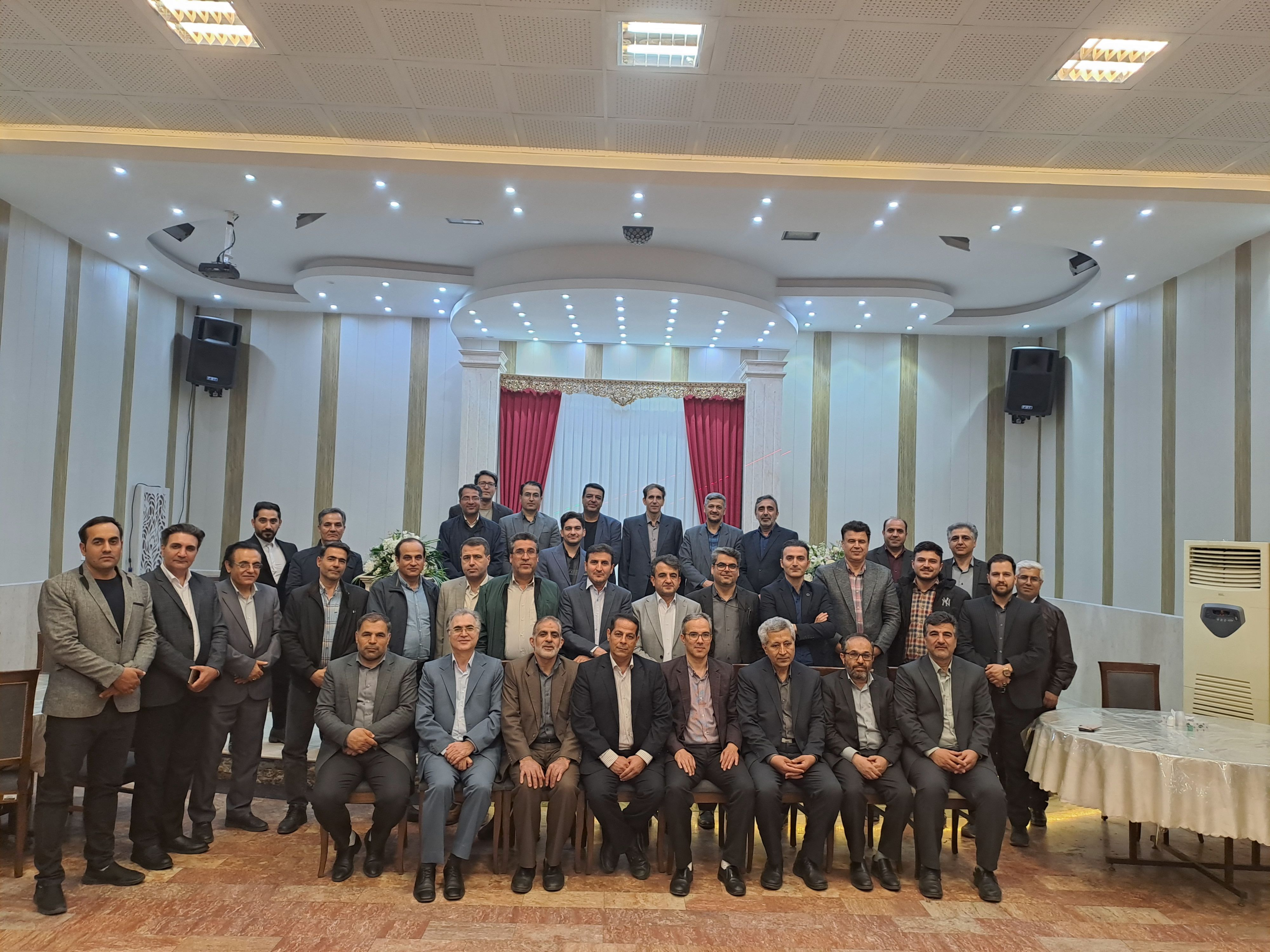
کادر دبیرستان نمونه دولتی طالقانی در پایان سال ۱۴۰۳، که برخی از آنها عبارتند از: حدادی،زینالی،زمانی،اسکندری،تقی زاده،گنجعلی زاده.پورشفیع،یزدانی،حبیب زاده،عزتی،لطفی،رحمانی،اسدی،ولی‌زاده،شادمند،تقی زاده(زبان)،تقی زاده(عربی)،کریم زاده، صدقی،زلفی،اعتماد زاده،درویش،عباسی،دانشور،عباسی

پس از تخریب و گودبرداری این مدرسه، به دلیل اینکه این مدرسه برای سال تحصیلی ۹۱–۹۲ آماده نشد، زیرزمین مدرسه آیت‌الله مطهری که قبلاً سالن اجتماعات، اتاق ورزش و … بود، تملک و تبدیل به کلاس‌های موقتی برای دانش آموزان مدرسه آیت‌الله طالقانی شد. البته باید به این نکته توجه داشت که ساختمان مدرسه آیت‌الله مطهری نسبت به این مدرسه فرسوده‌تر بود و حداقل بهتر بود قبل از تخریب مدرسه آیت‌الله طالقانی، این مدرسه نوسازی می‌شد تا سازوکارهای لازم برای ثبت ملی مدرسه آیت‌الله طالقانی فراهم شود.

## بازسازی دوباره
از سال ۱۳۹۴ بازسازی ان دوباره شروع شد و در دیماه سال ۱۳۹۸ افتتاح شد.

## استادان برجسته
- پروفسور محسن هشترودی، ریاضی‌دان: استاد درس حساب دیفرانسیل و انتگرال.[۱۴][۱۰][۵]
- فضل‌الله رضا،استاد دانشگاه،مهندس ایرانی: استاد درس ریاضی ۱،۲،۳ متوسطه دوم
- احمد کسروی،حقوق دان و زبان شناس: استاد درس فلسفه ۱،۲،۳ متوسطه دوم
- صمد بهرنگی،نویسنده و شاعر تُرکی:استاد درس نگارش
- جعفر شعار،مترجم، استاد دانشگاه:استاد درس ادبیات فارسی و عربی
- میرزا جواد تبریزی،ستاد مطرح حوزه علمیه قم: استاد درس دین و زندگی متوسطه دوم
- مسعود پزشکیان،نهمین رئیس جمهور ایران: استاد درس زیست شناسی  متوسطه دوم
- حسین شکویی،جغرافی دان مشهور و محبوب ایرانی: استاد درس جغرافیا متوسطه دوم

## دانش‌آموختگان برجسته
- غلامحسین ساعدی، نویسنده.[۱۰]
- محمدحسین فرهنگی، نماینده و عضو هیئت رئیسه مجلس.[۲۵]
- کرامت‌الله دانشیان، از فعالان سیاسی چپ‌گرا[۲۶]
- موسی خیابانی از رهبران مجاهدین خلق
- سید محمدحسین مبین، نویسنده،پزشک،ملقب به پدر جذامیان ایران
- محسن حاجی حسنی کارگر قاری شهید و مشهور قرآن کریم
- مرتضی تبریزی،بازیکن فوتبال لیگ برتر خلیج فارس
- سید علی موسوی، نماینده مجلس شورای اسلامی
- بهزاد نعمتی سرای (محقق و دانشمند ریاضی)، استاد دانشگاه و از استادان برجسته ریاضی کشور